# Disraeli Gears
Disraeli Gears es el segundo álbum del grupo de rock británico, Cream. Se editó en noviembre de 1967, llegando al número 5 de las listas de álbumes del Reino Unido y al número 4 en Estados Unidos, en este caso en 1968. De este álbum se sacaron dos sencillos: "Strange Brew" y "Sunshine of Your Love".
La cubierta del álbum, de corte psicodélico es obra del artista australiano, Martin Sharp.
En el 2003, en una edición especial, la revista Rolling Stone posicionó el álbum en el puesto 114 de su lista de los 500 mejores álbumes de todos los tiempos.

## Lista de canciones
| Lado A |                         |                                              |          |  |
| N.º    | Título                  | Escritor(es)                                 | Duración |  |
| 1.     | «Strange Brew»          | Eric Clapton, Felix Pappalardi, Gail Collins | 2:46     |  |
| 2.     | «Sunshine of Your Love» | Eric Clapton, Jack Bruce, Pete Brown         | 4:10     |  |
| 3.     | «World of Pain»         | Felix Pappalardi, Gail Collins               | 3:03     |  |
| 4.     | «Dance the Night Away»  | Jack Bruce, Pete Brown                       | 3:24     |  |
| 5.     | «Blue Condition»        | Ginger Baker                                 | 3:29     |  |

| Lado B |                                           |                                    |          |  |
| N.º    | Título                                    | Escritor(es)                       | Duración |  |
| 1.     | «Tales of Brave Ulysses»                  | Eric Clapton, Martin Sharp         | 2:46     |  |
| 2.     | «SWLABR (She Was Like A Bearded Rainbow)» | Jack Bruce, Pete Brown             | 2:32     |  |
| 3.     | «We're Going Wrong»                       | Jack Bruce                         | 3:26     |  |
| 4.     | «Outside Woman Blues»                     | Arthur Reynolds, arr. Eric Clapton | 2:24     |  |
| 5.     | «Take It Back»                            | Jack Bruce, Pete Brown             | 3:05     |  |
| 6.     | «Mother's Lament»                         | Trad; arr. Clapton, Bruce, Baker   | 1:47     |  |

## Miembros
- Eric Clapton - voz principal y coros, guitarra eléctrica
- Jack Bruce - bajo, piano armónica y coros
- Ginger Baker - batería, pandereta y coros